# Organisationsentscheidung
Organisationsentscheidungen sind in der entscheidungsorientierten Organisationstheorie – die auf der Entscheidungstheorie aufbaut – Entscheidungen einer weisungsberechtigten Instanz darüber ob Objektentscheidungen von der Instanz selbst getroffen werden, oder ob diese an andere Mitarbeiter delegiert werden sollen. Eine dritte Kategorie bilden die Kommunikationsentscheidungen.
Organisationentscheidungen dienen der Steuerung des Verhaltens nachgeordneter Organisationsmitglieder. Das Verhalten dieser potentiellen Entscheidungsträger kann folgendermaßen beeinflusst werden:
- Zuweisung von Verfügungsmöglichkeiten über Produktionsfaktoren und Ressourcen.
- Vorgabe von Verhaltensnormen, die mehr oder weniger stark auf Rechte und Pflichten einwirken
- „ergänzende“[2] Maßnahmen damit die Verhaltensnormen gut befolgt werden.

Eine Organisationsentscheidung kann auch darin bestehen einer nachgeordneten Stelle die Weisung zu erteilen der Instanz Informationen zukommen zu lassen oder die Übermittlung von Informationen an nachgeordnete Mitarbeiter. Organisationsentscheidungen dienen aber insbesondere dazu, noch nicht (vollständig) entschiedene Objektentscheidungsprobleme zu delegieren.
Kompetenzen über Objekt- und Organisationsentscheidungen können sehr unterschiedlich über die einzelnen Mitarbeiter verteilt sein. Jemand der entscheiden darf, wer ein bestimmtes Objektentscheidungsproblem entscheiden soll, darf nicht notwendigerweise auch zusätzlich entscheiden wer diese Entscheidung dann umsetzen soll.